# 南建州 (廣東)
南建州是中国古代的州。
唐高祖武德四年（621年）置南建州，治所在安遂县（今广东省郁南县东南连滩镇）。辖境相当今广东省郁南县、德庆县、云浮市等及广西岑溪市部分地区。唐太宗贞观八年（634年）改为药州。